# Кумкентський сільський округ
Кумке́нтський сільський округ (каз. Құмкент ауылдық округі, рос. Кумкентский сельский округ) — адміністративна одиниця у складі Сузацького району Туркестанської області Казахстану. Адміністративний центр — село Кумкент.
Населення — 3162 особи (2021; 3333 у 2009, 3275 у 1999, 3713 у 1989).
Станом на 1989 рік існувала Кумкентська сільська рада (села Кизилканат, Кизилколь, Кумкент). 2024 року ліквідовано село Кизилканат.

## Склад
До складу округу входять такі населені пункти:
| Населений пункт    | Колишні назви | Населення, осіб (1989) | Населення, осіб (1999) | Населення, осіб (2009) | Населення, осіб (2021) |
| ------------------ | ------------- | ---------------------- | ---------------------- | ---------------------- | ---------------------- |
| Кизилколь, село    | -             | 758                    | 778                    | 732                    | 626                    |
| Кумкент, село      | -             | 2548                   | 2038                   | 2063                   | 2038                   |
| --Кизилканат, село | -             | 407                    | 459                    | 538                    | 498                    |